# Malko (Rusia)
Malko (del ruso: Малько) es un jútor del raión de Apsheronsk del krai de Krasnodar, en Rusia. Está situado en las vertientes septentrionales del Cáucaso Occidental, 3 km al norte del centro Apsheronsk y 84 km al sureste de Krasnodar, la capital del krai. Tenía 330 habitantes
Pertenece al municipio Kubánskoye.